# Győr
Győr là một thành phố tại vùng tây bắc nước Hungary. Thành phố là thủ phủ của quận Győr-Moson-Sopron và nằm trên giao lộ quan trọng của vùng Trung Âu, giữa Budapest và Viên. Đây là đô thị lớn thứ sáu của Hungary.

## Tên gọi
Tên gọi có thể bắt nguồn từ chữ "győrő" trong tiếng Hungary. Trong các ngôn ngữ khác, thành phố còn có những tên gọi sau:
- Jura, Đura, Vjura trong tiếng Croatia.
- Raab trong tiếng Đức.
- Yanikkale trong tiếng Thổ Nhĩ Kỳ.
- Janok trong tiếng Serb.
- Dyor trong tiếng Nga.

## Lịch sử

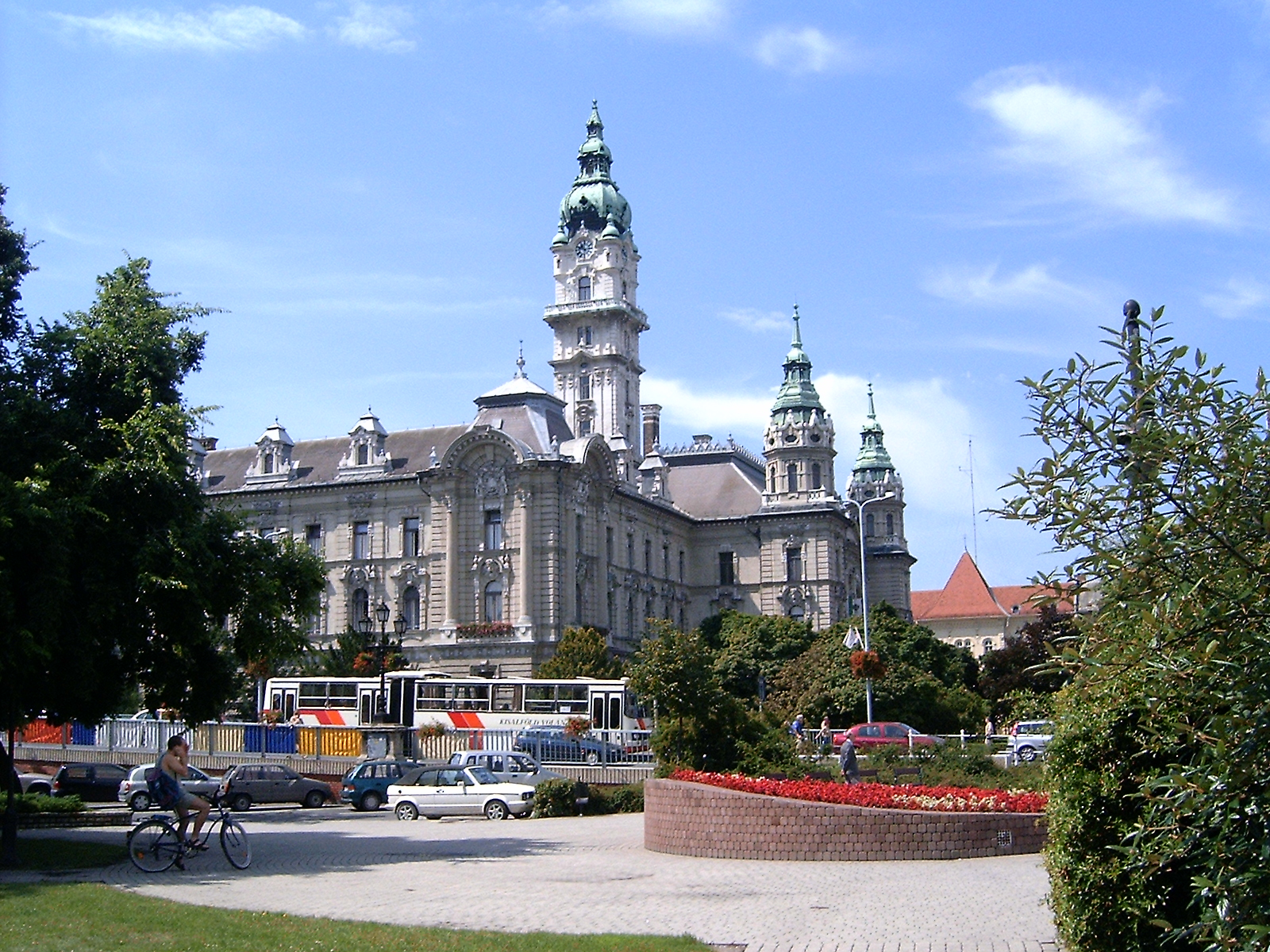
Tòa thị chính Gyor

Trung tâm thành phố

Vùng đất đã có người sinh sống từ thời xa xưa. Những bộ lạc Celt đã từng định cư tại nơi này từ thế kỷ thứ 5 TCN. Họ đặt tên cho thị trấn của họ là Arrabona, tên này được dùng trong tám thế kỷ tiếp theo và vẫn còn lưu dấu vết trong cách gọi của người Đức và Slovak (Ráb).
Những nhà buôn La Mã tới đây vào thế kỷ thứ 1 TCN

## Các địa điểm du lịch
- Khu phố cổ
- Nhà thờ lớn
- Tòa nhà thị chính

## Công nghiệp
- Hãng xe hơi Audi có nhà máy lớn tại đây. Lưu trữ ngày 21 tháng 6 năm 2008 tại Wayback Machine

## Hình ảnh

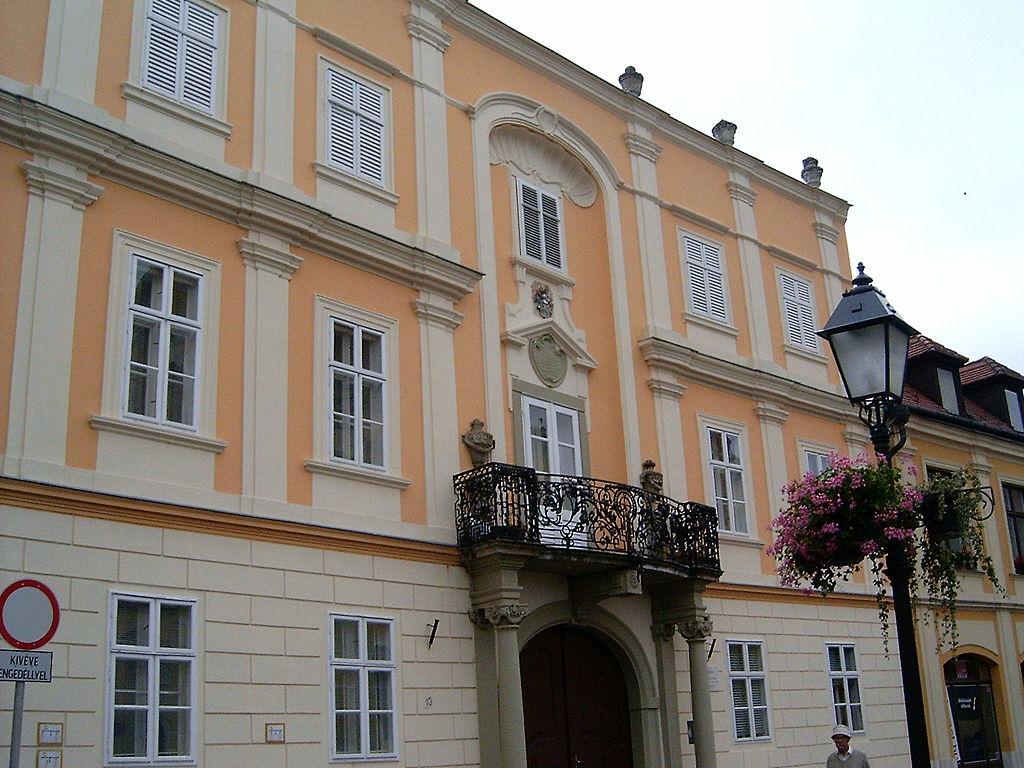
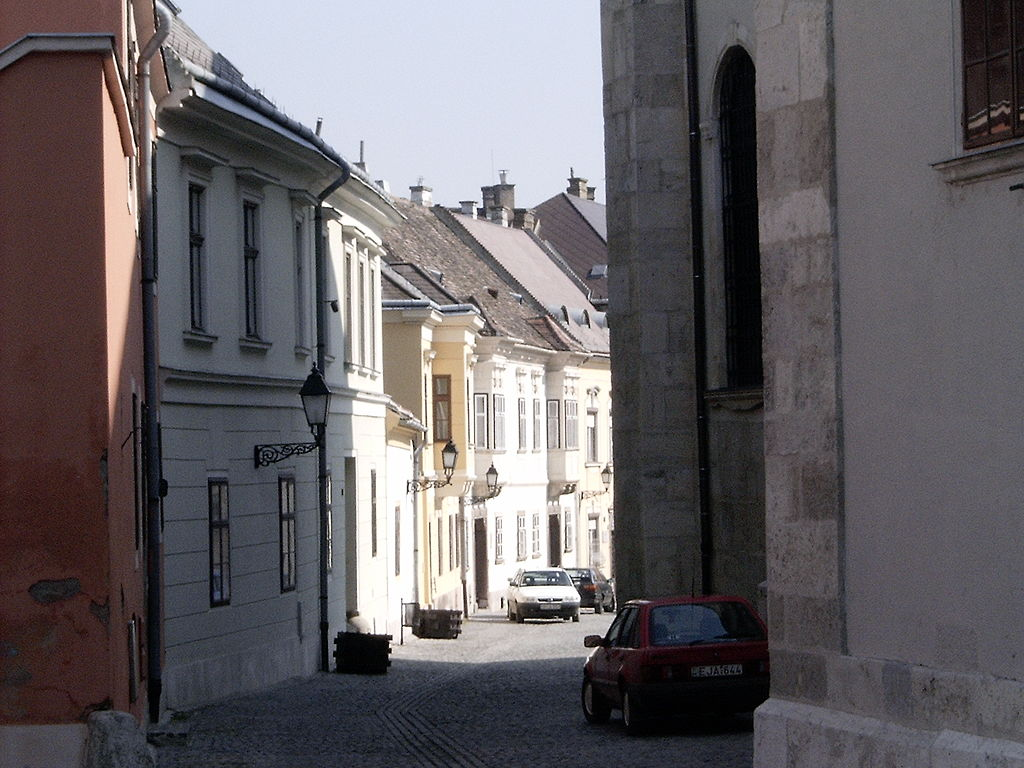
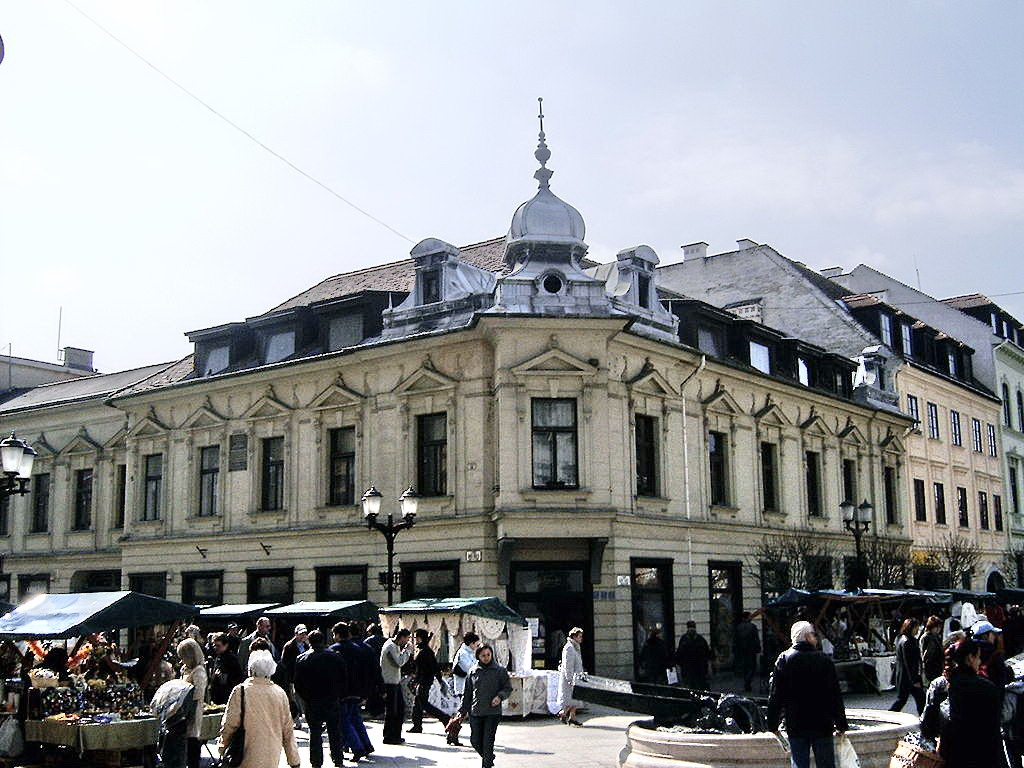

## Thành phố kết nghĩa
Győr được kết nghĩa với:
| - Erfurt, Đức - Kuopio, Phần Lan - Sindelfingen, Đức - Colmar, Pháp | - Braşov, Rumani - Nazareth-Illit, Israel - Vũ Hán, Trung Quốc - Poznań, Ba Lan |